# Liste der Bodendenkmale in Petersberg (Saalekreis)
In der Liste der Bodendenkmale in Petersberg (Saalekreis) sind alle Bodendenkmale der Einheitsgemeinde Petersberg und ihrer Ortsteile aufgelistet. Grundlage ist die Veröffentlichung der Landesdenkmalliste mit Stand vom 25. Februar 2016.  Die Baudenkmale sind in der Liste der Kulturdenkmale in Petersberg (Saalekreis) aufgeführt.
| Denkmal-ID          | Fundart             | Ortsteil   | Bezeichnung                                              | Zeitstellung | Lage                                                                                             | Bemerkungen | Bild |
| ------------------- | ------------------- | ---------- | -------------------------------------------------------- | ------------ | ------------------------------------------------------------------------------------------------ | --- | ---- |
| 428300117           | Grabmal > Grabhügel | Brachstedt | Grabhügel (mit Kriegerdenkmal 1.WK)                      | Neolithikum  | nördlicher Ortsrand, auf dem Hügel Denkmal für die gefallenen Soldaten des 1. Weltkrieges (Lage) | Wanderweg Saalkreis 1/6, sauberer Zustand |      |
| 428300125           | Grabmal > Grabhügel | Brachstedt | Grabhügel ‚Steinberg‘ mit Menhir                         | Neolithikum  | 0,1 km nördlich vom Ort (Lage)                                                                   | Hügel mit Menhir, von Brachstedt in Richtung Hohen, sehr gut auch aus der Ferne erkennbar |      |
| 428300120           | Grabmal > Grabhügel | Drobitz    | Grabhügel                                                | Neolithikum  | 0,1 km südöstlich vom Ort (Lage)                                                                 | nördlich am Hügel stark verkrautet und kommunale (?) Müllhalde, südlicher Bereich im guten Zustand |      |
| 428300062           | Befestigung > Burg  | Gutenberg  | Gipfelburg „Kirchburg“                                   | Mittelalter  | im Ort (Lage)                                                                                    | Gipfelburg befindet sich in einem guten Zustand |      |
| 428300128           | Grabmal > Grabhügel | Krosigk    | 10 Hügelgräber Windmühlenberg                            | Neolithikum  | 0,5 km nordwestlich vom Ort, Gruppe von 10 Hügeln (Lage)                                         | Der Windmühlenberg selbst ist leicht zu finden, jedoch wurde die Mühle auf die höchste Stelle aufgrund Brand/Wiederaufbau versetzt. Es befinden sich auf der Geländeerhöhung leichte Kuppen, welche durchaus Grabhügel sein könnten.                     |      |
| 428350569           | besonderer Stein    | Krosigk    | Menhir von Krosigk ‚Schön-Ännchenstein‘, ‚Frößnitzstein‘ | undatiert    | umgesetzt, steht jetzt vor dem Landesmuseum Halle (Lage)                                         | |      |
| 428300227           | Grabmal > Grabhügel | Kütten     | Grabhügel                                                | undatiert    | nördlich vom Ort auf dem Acker ()                                                                | Hügelartige Struktur auf höchstem Punkt des Ackers, Areal im Ostteil flach, fast rinnenartig mit vielen Steinen (Porphyr), im Westteil hügelartig rund und ebenfalls Steine sichtbar.                                                                    |      |
| 428300226           | Grabmal > Grabhügel | Kütten     | Grabhügel                                                | undatiert    | 0,7 km östlich von Kütten, auf dem Acker ()                                                      | Wohl kein Oberbodendenkmal, kein Grabhügel sichtbar |      |
| 428300134           | Grabmal > Grabhügel | Morl       | sieben Hügelgräber Kirschberg                            | Neolithikum  | 2,5 km südlich vom Ort, am Hochuferrand der Saale, Gruppe von sieben Hügeln ()                   | teilweise durchschnittene Hügel, es befinden sich eine hohe Anzahl Anhöhen incl. Kesselungen auf dem Feld |      |
| 428300135           | besonderer Stein    | Morl       | Menhir                                                   | Neolithikum  | 1,5 km südwestlich vom Ort an der Salzstraße von Halle nach Wettin (Lage)                        | Gelände durch Motocross beeinträchtigt |      |
| 428300232           | Grabmal > Grabhügel | Morl       | fünf Grabhügel und Befestigung                           | Neolithikum  | nordwestlich der Franzigmark ()                                                                  | kaum noch erkennbare Strukturen, viele Veränderungen der Topografie durch Militär – u. a. Stellung im Grabhügel |      |
| 428300233           | Grabmal > Grabhügel | Morl       | Grabhügel                                                | undatiert    | Standortübungsplatz Halle, nordwestlich der Franzigmark (Lage)                                   | Nordwestlich ist diese Kuppe durch einen geologischen Aufschluss angegraben. |      |
| 428300515           | Grabmal > Grabhügel | Morl       | Grabhügelgruppe                                          | undatiert    | 750 m östlich Lettin, auf der Nordseite der Saale, zwischen Tafelwerder und Franzigmark (Lage)   | überwiegend privates Gartenland |      |
| 428300516           | Grabmal > Grabhügel | Morl       | Grabhügel                                                | undatiert    | an ehemaliger Chemiefabrik (Lage)                                                                | Grabhügelform verflacht wahrnehmbar |      |
| 428300517           | Grabmal > Grabhügel | Morl       | Grabhügel                                                | undatiert    | westlich Franzigmark (Lage)                                                                      | Standort war ehemals militärisches Übungsgelände. |      |
| 428300240           | Befestigung > Burg  | Ostrau     | Burghügel                                                | undatiert    | zwischen altem Dorf und Zuckerfabrik (Lage)                                                      | Areal dicht bebaut |      |
| 428300119           | besonderer Stein    | Petersberg | Menhir „Langer Stein“                                    | Neolithikum  | 1,4 km nordöstlich vom Ort (Lage)                                                                | Wanderweg 1/7, Hinweisschild dicht am Stein, nördliche Straßenseite |      |
| 428300138           | Befestigung > Burg  | Petersberg | Gipfelburg „Lauterberg“                                  | Mittelalter  | nordöstlich über dem Ort, durch Klosteranlage überbaut (Lage)                                    | |      |
| 428300282           | besonderer Stein    | Petersberg | Meilenstein Frößnitz                                     | Neuzeit      | an der L 145 südsüdöstlich von Frößnitz nach Nehlitz (Köthener Straße)Lage                       | |      |
| 428300521           | Grabmal > Grabhügel | Petersberg | Grabhügel                                                | undatiert    | nordöstlich von Frößnitz ()                                                                      | Kein eindeutiger Grabhügel lokalisiert |      |
| 428300522           | Grabmal > Grabhügel | Petersberg | 3 – 4 Grabhügel                                          | Neolithikum  | südöstlich von Drehlitz, im Bergholz (Lage)                                                      | |      |
| 428300523           | Grabmal > Grabhügel | Petersberg | zwei Grabhügel                                           | undatiert    | südöstlich von Drehlitz, südöstlich vom Bergholz (Lage)                                          | im Sommer nicht begehbar |      |
| 428300745           | Grabmal > Grabhügel | Petersberg | Grabhügel                                                | undatiert    | südöstlich von Drehlitz, im Bergholz (Lage)                                                      | ein Grabhügel, relativ flach aber gut erhalten, Höhe <1 m, Durchmesser ca. 10 m |      |
| 428300143           | besonderer Stein    | Sennewitz  | Menhir „Teufelstein“                                     | Neolithikum  | im Ort an der Kirchhofmauer (Lage)                                                               | in unmittelbarer Nähe befindet sich ein ‚Trafohaus für den Artenschutz‘ und Strommasten |      |
| 428300144           | Grabmal > Grabhügel | Teicha     | Grabhügel „Ibenberg“                                     | Neolithikum  | 0,5 km nordöstlich vom Ort (Lage)                                                                | Grabhügel ist umzäunt worden |      |
| 428300147 428300520 | Grabmal > Grabhügel | Wallwitz   | Hügelgräbergruppe Blonsberge, 12 Grabhügel               | Neolithikum  | 1,0 km nordöstlich vom Ort (Lage)                                                                | Es handelt sich um ein großflächige Anhöhe, welche zum großen Teil bewaldet ist, im Zentrum jedoch eine unbewaldete Fläche besitzt. Dort befinden sich einige leichte Anhöhen und Trichter. Eine Porphyrkuppe könnte auch als Grabhügel gedeutet werden. |      |